# Hemorrhois
Hemorrhois Boie, 1826 è un genere di serpenti della famiglia dei Colubridi.

## Tassonomia
Il genere comprende le seguenti specie:
- Hemorrhois algirus (Jan, 1863) - colubro algerino
- Hemorrhois hippocrepis (Linnaeus, 1758) - colubro ferro di cavallo
- Hemorrhois nummifer (Reuss, 1834)
- Hemorrhois ravergieri (Ménétries, 1832)